# السيدة باتريك كامبل
بياتريس روز ستيلا تانر (9 فبراير 1865 – 9 أبريل 1940)، والمعروفة باسمها المسرحي السيدة باتريك كامبل أو السيدة بات، كانت ممثلة مسرحية إنجليزية اشتهرت بأدوارها في مسرحيات لشكسبير، جورج برنارد شو، وجيمس ماثيو باري. من أبرز أدوارها تأديتها لشخصية "إليزا دوليتل"، بائعة الزهور اللندنية ذات اللهجة الكوكنية، في مسرحية بيغماليون للكاتب شو، حيث أدّت الدور لأول مرة على مسرح West End عام 1914. كما قامت بجولات مسرحية في الولايات المتحدة، وظهرت لفترة وجيزة في بعض الأفلام.

## الحياة المبكرة
وُلدت كامبل باسم بياتريس روز ستيلا تانر في كنسينغتون بلندن، وهي ابنة جون تانر (1829-1895)، ابن ووارث متعهد في الجيش البريطاني تابع لشركة الهند الشرقية البريطانية، وماريا لويجيا جيوفانا ("لويسا جوانا") رومانيني (1836-1908)، ابنة "الكونت" أنجيلو رومانيني، وهو سياسي إيطالي منفي.
كان والدها جون تانر (1829-1895)، وهو من نسل توماس تانر، أسقف سانت آساف، قنصلاً وتاجرًا خسر جزءًا من ثروته الكبيرة خلال تمرد الهنود. أما والدتها لويجيا جيوفانا رومانيني، فكانت واحدة من ثماني بنات لأنجيلو رومانيني، وهم نبلاء من بريشيا وزوجته روزا من ميلانو. انضم أنجيلو إلى مجموعة الكاربوناري السياسية، مما اضطره لمغادرة إيطاليا، وسافر مع عائلته في أوروبا الشرقية بمساعدة فرمان من سلطان تركيا حتى وجدوا اللجوء السياسي في إنجلترا. تزوجت ست من بناته الثماني، وجميعهن تحت سن الثامنة عشرة، من رجال إنجليز.
درست كامبل لفترة وجيزة في مدرسة جيلد هول للموسيقى.

## الإرث
هناك دفتر ملاحظات يخص كامبل محفوظ في قسم المجموعات الخاصة بجامعة برمنغهام. كما توجد عدة مجموعات من مراسلات كامبل، بما في ذلك رسائلها إلى جورج برنارد شو، ضمن مجموعة هارفارد للمسرح في مكتبة هوتون بجامعة هارفارد. هناك عدد من رسائلها ونصها المسرحي المشروح لمسرحية زهرة ضوء القمر للكاتب تشيستر بيلي فيرنالد محفوظة في مجموعة المخطوطات المسرحية بمركز هاري رامسون بجامعة تكساس في أوستن. تشمل مجموعة رامسون من أوراق شو رسائل من كامبل، وتضم المكتبة أيضًا عدداً من الأعمال المنشورة لشو التي كانت جزءًا من مكتبة كامبل الخاصة.

## وصلات خارجية
- السيدة باتريك كامبل على موقع IMDb (الإنجليزية)
- السيدة باتريك كامبل على موقع الموسوعة البريطانية (الإنجليزية)
- السيدة باتريك كامبل على موقع أول موفي (الإنجليزية)
- السيدة باتريك كامبل على موقع قاعدة بيانات برودواي على الإنترنت (الإنجليزية)
- السيدة باتريك كامبل على موقع قاعدة بيانات برودواي على الإنترنت (الإنجليزية)
- السيدة باتريك كامبل على موقع قاعدة بيانات برودواي على الإنترنت (الإنجليزية)
- السيدة باتريك كامبل على موقع قاعدة بيانات الأفلام السويدية (السويدية)
- السيدة باتريك كامبل على موقع إن إن دي بي (الإنجليزية)
- السيدة باتريك كامبل على موقع ديسكوغز (الإنجليزية)
- السيدة باتريك كامبل على موقع قاعدة بيانات الفيلم (الإنجليزية)